# Marcel Pouget
Pour les articles homonymes, voir Pouget.
Marcel Pouget (1923-1985) est un artiste peintre français qui a participé au mouvement de la Nouvelle figuration.

## Biographie

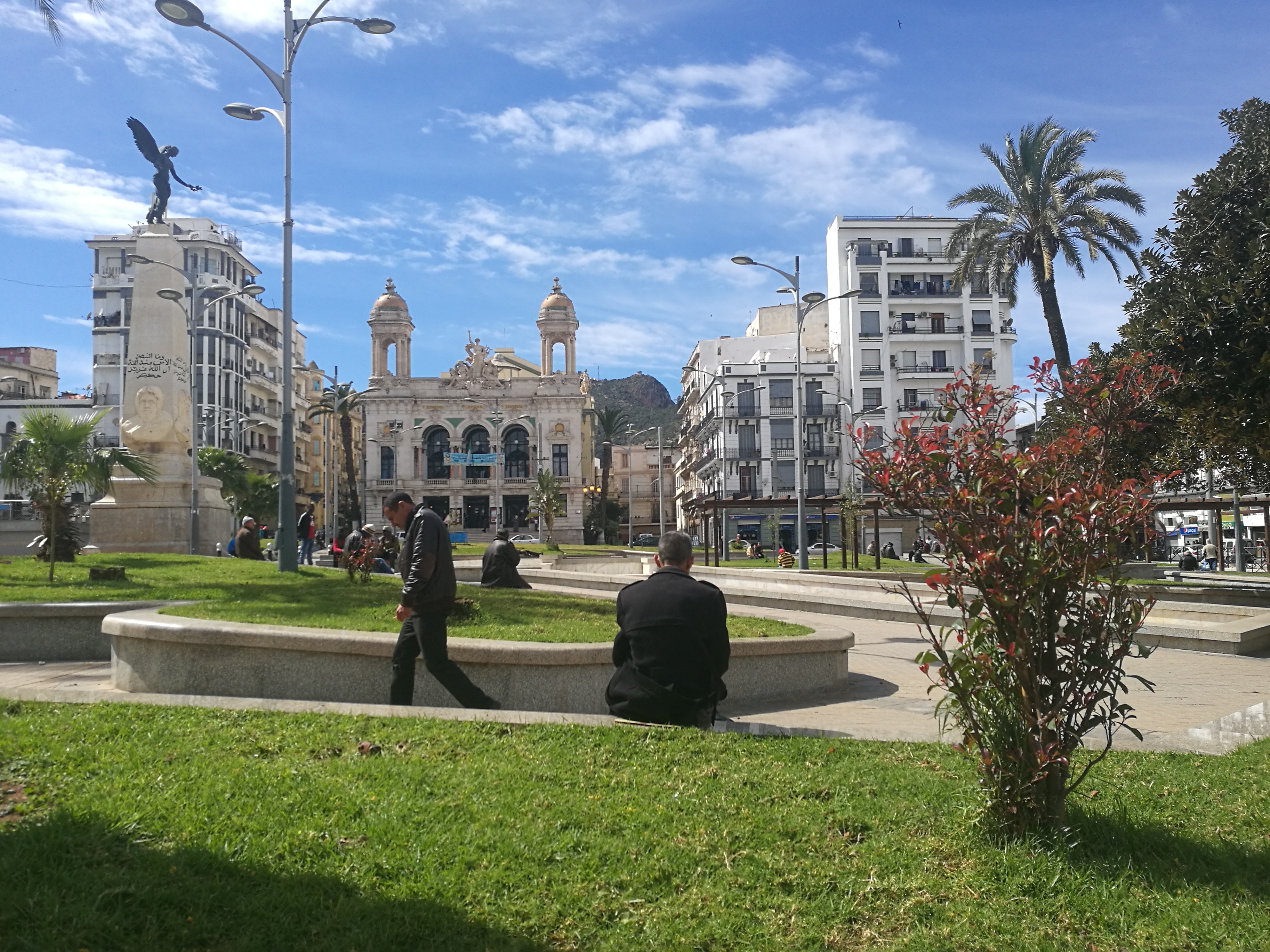
Oran

Né à Oran le 15 août 1923, Marcel Pouget est en 1943 élève de l'École des beaux-arts d'Oran.
N'ayant pu obtenir de bourse du gouvernement général d'Alger pour étudier à Paris, un groupe d'amateurs lui attribue en 1946 un soutien financier en douze mensualités pour un séjour d'un an à Paris. Il n'effectue qu'un séjour d'une semaine aux Beaux-Arts de Paris, préférant à celle-ci la fréquentation des artistes d'avant-garde de sa génération, et peint alors chez le poète Robert Giraud le tableau inaugurant ce en quoi il est alors qualifié d'« expressionniste abstrait », terme rejeté par Pouget lui-même qui lui préfère celui de « Nouvelle figuration. »
De retour à Oran en 1947, Marcel Pouget voit ses mécènes déconcertés par l'évolution de son expression picturale : pour la moitié d'entre eux, ils refusent de recevoir les tableaux qui leur sont dus. L'artiste s'en retourne alors à Paris pour sa première exposition en métropole (voir expositions ci-dessous).
À partir de 1949, Marel Pouget peint des toiles plus réalistes, pour revenir à l'expressionnisme de la Nouvelle figuration en 1952. « La constante de son œuvre, constate Jacques Busse, est alors qu'il a contribué au maintien de la figuration dans une période d'abstraction prégnante », s'individualisant cependant par rapport aux Pierre Alechinsky, Bengt Lindström, Karel Appel, Maryan S. Maryan ou John Christoforou qu'il fréquente, en s'auto-appliquant le terme de « défiguration ». En 1959, avec sa série des Soleils, Pouget affirme son intention de s'installer dans « sa véritable fonction de psychologue » qu'il désigne aussi sous le nom de « peinture initiatique. »
Il fait partie des artistes exposés par Mathias Fels lors de l'exposition Nouvelle figuration II en 1962.
Pour le théâtre, Marcel Pouget crée le psychoballet Les Mutations à la Biennale de Paris en 1967.

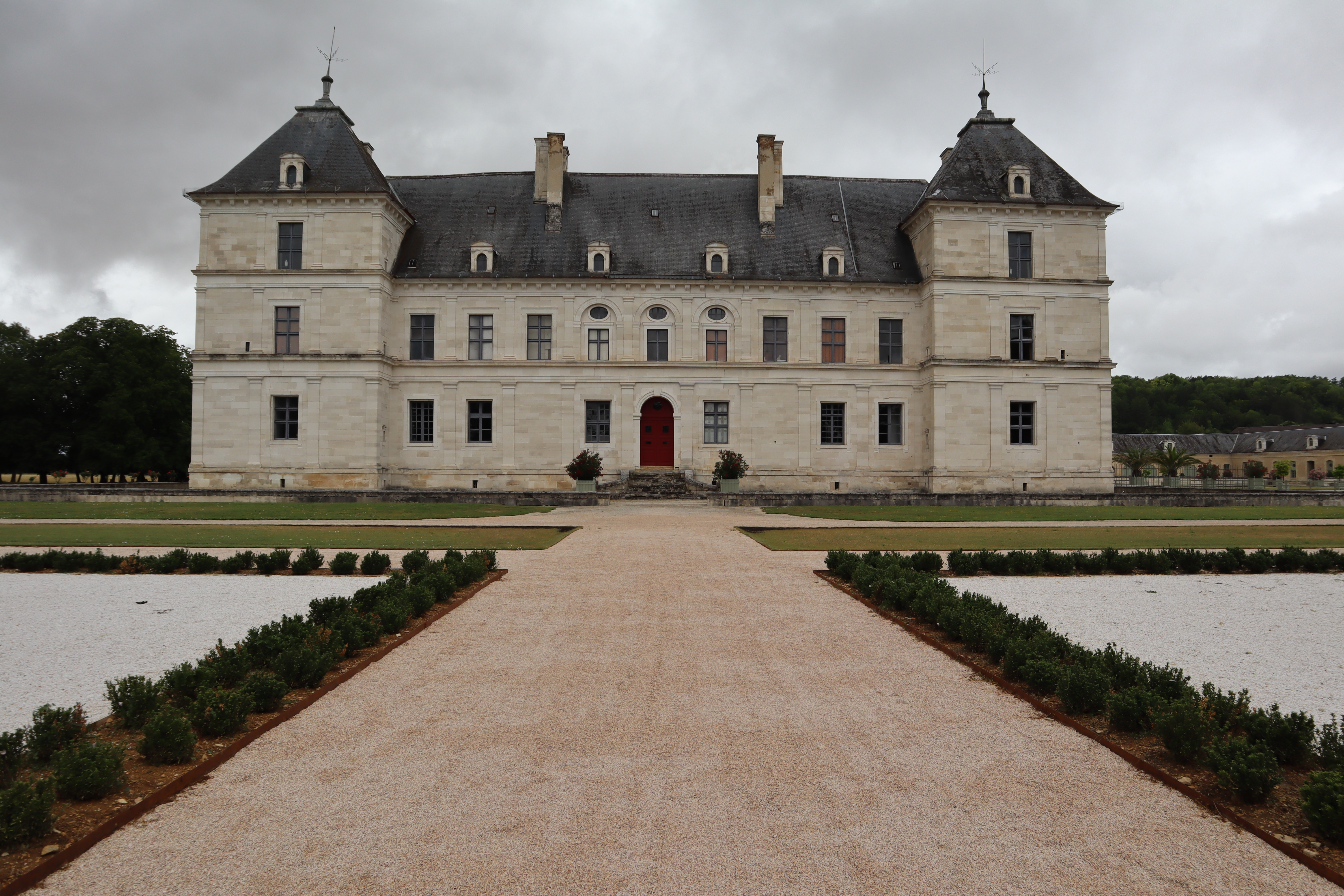
Château d'Ancy-le-Franc

Pour le cinéma, il tourne en 1973 au château d'Ancy-le-Franc un film moyen-métrage intitulé La Salle 9 du Loup.
D'un tempérament solitaire et tourmenté, Marcel Pouget meurt de la maladie du légionnaire le 5 décembre 1985 (il est inhumé au cimetière du Montparnasse le 11 décembre). Ainsi que conclut Jacques Busse, « au bout d'une existence douloureuse et minée par la maladie, on peut penser que Marcel Pouget aura recouvré la paix intérieure d'avoir atteint à la perception de l'invisible.».

## Expositions individuelles et collectives (sélection)
Outre les participations de Marcel Pouget, à compter de 1947, au Salon des indépendants, au Salon d'automne, au Salon de mai et au Salon des réalités nouvelles, citons :
- 1946, « Marcel Pouget », galerie Taillet, Oran.
- 1948, exposition personnelle organisée par Guy Weelen à la galerie Les Impressions d'art, Paris.
- 1949, exposition personnelle, galerie Denise Breteau, Paris.
- 1949-1950, expositions personnelles, galerie Spiebel-Barrero, Paris.
- 1953, exposition personnelle, galerie Arnaud, Paris. Exposition avec Jean-Michel Atlan, Henri Déchanet et Maryan S. Maryan, Galerie Weiller, Paris.
- 1954, « Divergence », galerie Arnaud, Paris. Deux expositions à la galerie Art vivant, Paris : la première intitulée Correction d'angle avec Sam Francis, Eugène Leroy et Serge Poliakoff, la seconde avec Bengt Lindström, Lattoré, Cunda, Jonas et Svanson.
- 1955, exposition galerie Art vivant, Paris, avec Karel Appel, Pierre Alechinsky, Pinchas Maryan, Suzanne Rodillon et André Marfaing.
- 1957, exposition personnelle, galerie Claude Bernard, Paris.
- 1960, exposition Expressions d'aujourd'hui, château de Lunéville. Exposition itinérante Kringspontaneism, Suède, Norvège, Danemark. Exposition personnelle, galerie Ariel, Paris.
- 1961, exposition personnelle, galerie Gummesson, Stockholm. Exposition L'École de Paris à la galerie Nova Spectra, La Haye. Exposition Gouaches de peintres contemporains à la Maison de la Pensée française, Paris.
- 1962, exposition Recherche 62, Centre américain, Paris. Exposition Une Nouvelle figuration II, galerie Mathias Fels, Paris. Exposition Collections d'expression française, Pavillon de Marsan, Paris. Expositions personnelles à la galerie Ariel et à la galerie Denise Breteau, Paris.
- 1963, exposition personnelle, galerie Nova Spectra, La Haye. Exposition Idole und Dämonen, musée de Vienne.
- 1964, exposition Figuration et défiguration, musée de Gand. Participation au 4e prix Guggenheim. Exposition Vingt-cinq peintres de l'École de Paris (Uleo, Suède). Exposition itinérante Nouvelle figuration Pop-Art (musées de La Haye, Vienne, Berlin, Bruxelles). Exposition Quinze peintres de ma génération, galerie Ariel, Paris. Exposition Vingt-huit peintres d'aujourd'hui (galeries Schoeller et Benador). Exposition Le Nord-Sud, Centre américain, Paris.
- 1965, exposition personnelle, galerie Fanesi, Ancône. Exposition Promesses tenues musée Galliera, Paris.
- 1966, expositions personnelles galerie Nord, Lille (mai) et galerie Ariel, Paris (novembre).
- 1967, exposition personnelle à la galerie Claude Bernard sur le thème du "Portrait" (mars), exposition avec Maryan S. Maryan et Bengt Lindström à la galerie Nord, Lille (avril), exposition personnelle à la galerie Marrol, Paris (avril), exposition L'Âge du jazz au musée Galliera (mai).
- 1968, exposition personnelle, galerie Nord, Lille.
- 1969, exposition personnelle, galerie Veranneman, Bruxelles.
- 1970, exposition personnelle, galerie Nova Spectra, La Haye. "Salon des peintres de Paris", Copenhague.
- 1971, exposition personnelle, galerie Nord, Lille.
- 1976, exposition Struktur 68, Stedelijk Museum, Amsterdam.
- 1978, exposition personnelle, galerie Jean Leroy (Lumières et ténèbres), Paris. Expositions collectives, galerie L'Œil de bœuf, Paris, Les uns par les autres, Palais des Beaux-Arts de Lille, Chemins de la création, château d'Ancy-le-Franc et Les années 59, galerie Ariel, Paris.
- 1979, exposition personnelle, galerie Storme, Lille. Biennale de Sculptures, formes humaines, Musée Rodin, Paris.
- 1980, exposition personnelle, galerie Dewever, Wakken.
- 1981 :
  - Triennale internationale de sculpture Grand Palais (Paris).
  - Chemins de la création, château d'Ancy-le-Franc.
- 1983, La maison des artistes, Paris.
- 1984, exposition personnelle, galerie L'Œil de bœuf, Paris.
- 1995, le 19 janvier à l'hôtel Drouot, Paris, vente de l'atelier Marcel Pouget par Guy Loudmer, commissaire-priseur à Paris.
- 2004, Marcel Pouget - Rétrospective, Espace Paul-Rebeyrolle, Eymoutiers.
- 2006, décembre, Rétrospective Marcel Pouget (œuvres de 1957 à 1966)' (organisation Jean Pollak), galerie Ariel, Paris[5].
- 2012, Instincr'Art - Morceaux choisis de la collection de l'abbaye, abbaye d'Auberive.
- 2015, octobre-novembre, Roger-Edgar Gillet, Maryan S. Maryan, Marcel Pouget, Galerie Guignon, Paris[6].
- 2016, mars-août, L'esprit singulier - Collection Jean-Claude Volot (abbaye d'Auberive), Halle Saint-Pierre, Paris[7].

## Réception critique
- « Peintre et poète, chorégraphe et cinéaste, Pouget vivait à Paris depuis l'âge de 23 ans. Il évolua rapidement d'une abstraction sévère et rigoureuse vers une sorte de symbolisme mystique dans une expression beaucoup plus libre et souple : une description pessimiste de la difficulté d'être, à larges traits enfermant des couleurs volontairement désaccordées, chez ce précurseur de la Nouvelle Figuration. » - Gérald Schurr[8]
- « La couleur est au cœur de son langage expressionniste. Ses personnages sont cernés d'un trait puissant. La Passionaria ou Le Regard, de 1961, appartiennent au monde des passions inassouvies. L'énergie traverse la toile, maçonnée par des aplats de couleurs vives et contrastées. Son geste prémonitoire pactise avec les pensées chtoniennes. Entre l'émerveillement et l'exorcisme, la peinture de Pouget stigmatise l'homme resté dans les limbes. Il réveille par des formes incertaines une luxuriance colorée et édénique, des êtres initiés aux pratiques magiques. » - Lydia Harambourg[5]

## Musées

### Algérie
- Alger : Musée national des beaux-arts.

### Autriche
- Vienne, musée.

### Belgique
- Kruishoutem : Fondation Veranneman.

### France
- Grenoble, musée.
- La Roche-de-Glun, mairie, L'orchestre, huile sur toile 60x81cm (dépôt du Centre national des arts plastiques)[9].
- Paris :
  - Ministère de la défense, Femme à la cigarette, huile sur toile 210x145cm, 1963 (dépôt du Centre national des arts plastiques)[10].
  - Musée d'Art moderne de Paris.
  - Musée national d'Art moderne.
- Puteaux, Fonds national d'art contemporain :
  - Nu, huile sur toile 146x114cm, 1968[11] ;
  - L'étoile, huile sur toile 255x165cm, 1971[12] ;
  - L'alchimiste, huile sur toile 180x220cm, 1982[13].

### Israël
- Tel Aviv : Musée d'Art.

### Macédoine du Nord
- Skopje : Musée d'Art contemporain[14].

### Suède

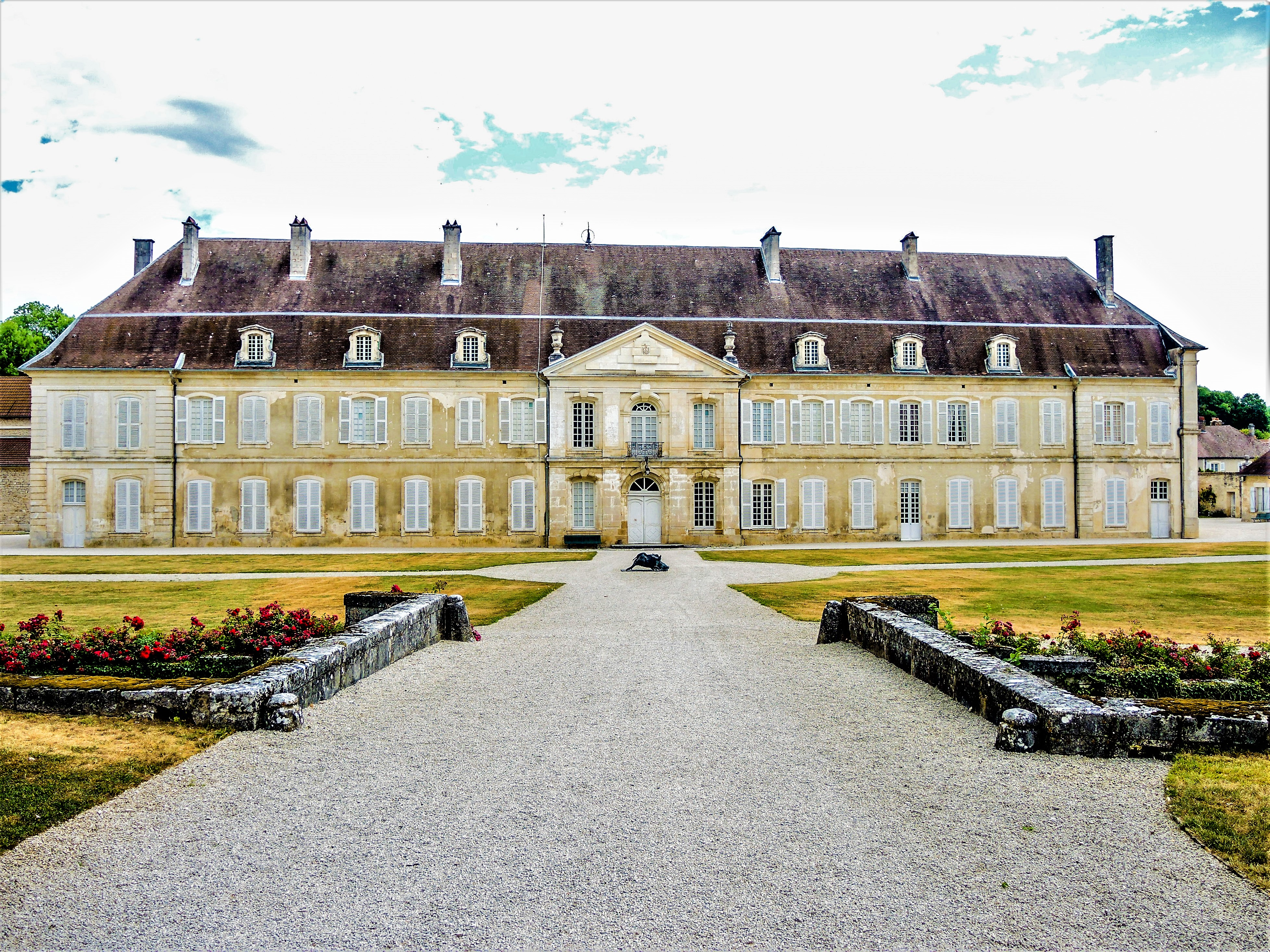
Abbaye d'Auberive

- Göteborg : Musée des beaux-arts.

## Collections privées
- Abbaye d'Auberive, collection Jean-Claude Volot[7].
- Robert Martin[15].
- Coopérative-musée Cérès Franco, Montolieu[16].

## Catalogues expositions
- Michel Ragon, galerie Mathias Fels, Nouvelle figuration II : Baj, Christoforou, Hultberg, Lindström, Messagier, Petlin, Pouget, Rebeyrolle, Salles, Tal Coat, galerie Mathias Fels, Paris, du 1er juin au 1er juillet 1962[17].